# Бедоя, Хосе Диас де
Хосе Понсьяно Диас де Бедоя (исп. José Ponciano Díaz de Bedoya, ?—1880) — парагвайский военный и политический деятель середины XIX века.

## Биография
Уроженец Асунсьона. Во время политических пертубаций середины XIX века оказался в оппозиции к правительству Франсиско Солано Лопеса и был вынужден отправиться в изгнание в Буэнос-Айрес. В Буэнос-Айресе стал членом образованной эмигрантами Парагвайской ассоциации, а впоследствии даже был её президентом.
Во время Парагвайской войны вступил в сформированный из парагвайских эмигрантов Парагвайский легион, воевавший на стороне Тройственного альянса против Парагвая. Когда Сирило Риварола провозгласил себя новым главой Парагвая — 15 августа 1869 года вошёл в созданную им правящий триумвират. В мае 1870 года вышел в отставку и уехал в Буэнос-Айрес, где прожил до конца жизни.
Находясь в составе триумвирата написал графу д’Э, командующему оккупационной армией, докладную записку, предлагая: «Для преодоления кризиса, во имя полного и безвозвратного торжества демократии на нашей милой и несчастной земле необходимо уничтожить всех парагвайских мужчин старше 12 лет, а также несколько тысяч женщин в наказание за то, что не заставили мужей, братьев и сыновей отказаться от службы в армии диктатора, несмотря на просьбы полномочных представители угнетенного народа». После подачи записки 16 мая 1870 был выслан в Буэнос-Айрес с запретом появляться на территории Империи.
1. ↑  Juana María de Lara de Díaz de Bedoya (исп.) — Real Academia de la Historia, 2011.